# FN Herculis
FN Herculis (FN Her) es una estrella variable de magnitud aparente máxima +11,08.
Encuadrada en la constelación de Hércules, visualmente se localiza 2º44' al sur de ω Herculis.
Al no haber medido su paralaje el satélite Hipparcos, la distancia a la que se encuentra es incierta, pero se estima que puede estar a unos 1700 años luz del sistema solar.
FN Herculis es una binaria cercana «semidesprendida», así como una binaria eclipsante.
Su período orbital es de 2,691 días y el plano orbital está inclinado 80,5º respecto al plano del cielo.
La componente principal es una estrella de tipo espectral A9 —catalogada también como F0— cuya temperatura efectiva es de 6973 K.
Diez veces y media más luminosa que el Sol, contribuye con el 79% a la luminosidad total del sistema.
Tiene una masa de 1,99 masas solares y su radio es 2,22 veces más grande que el del Sol.
La naturaleza de la componente secundaria no es conocida.
Con una temperatura de 6358 K, su luminosidad equivale a 6,4 veces la luminosidad solar.
Tiene 1,46 masas solares y su radio es 2,08 veces más grande que el radio solar.
La separación entre ambas estrellas es de sólo 12,3 radios solares, equivalente a 0,06 UA.
Durante el eclipse principal —cuando la estrella menos luminosa intercepta la luz de la estrella A9— el brillo del sistema disminuye una magnitud.